# Barsowia
Barsowia fue un fanzine de historietas lanzado por el colectivo Polaqia. Su línea editorial apostaba por una historieta alternativa que huía del corsé de las directrices más comerciales.

## Trayectoria editorial
Se comenzó a publicar en el verano de 2003 y alcanzó los 16 números.
En términos autorales Barsowia reunió, además de a los miembros del colectivo -firmas como David Rubín, Brais Rodríguez, Kike Benlloch o Diego Blanco-, a creadores y creadoras de numerosos países, con aportaciones desde Europa (p.e. Paulo Monteiro), Norteamérica (Michael Bonfiglio), Latinoamérica (Martín López), Asia (Hwei Lin Lim) y Oceanía (Dylan Horrocks).